# Ladysmith Black Mambazo
Ladysmith Black Mambazo is een mannelijk zangkoor uit Zuid-Afrika dat zingt in de vocale stijlen isicathamiya en mbube. De groep heeft een reeks prijzen gewonnen, waaronder drie Grammy Awards.
De groep werd in 1960 opgericht door Joseph Shabalala (1941-2020), en is een van de best verkopende bands in Zuid-Afrika, met meerdere gouden en platina platen. De groep werd wereldwijd bekend door de samenwerking met Paul Simon in augustus 1986 op het album Graceland. Anno 2012 is de groep ook een soort reizende muziekschool die les geeft over Zuid-Afrika en haar cultuur.